# Lawrence Weiner
Lawrence Weiner (Nova York, 10 de febrer de 1942 - 2 desembre 2021) va ser un artista estatunidenc, figura clau de l'art de la segona meitat del segle XX i un dels artistes amb més influència en la producció contemporània.

## Biografia
Lawrence Weiner va estudiar a l'institut Stuyvesant de Manhattan. Després d'estudiar Filosofia i Literatura durant menys d'un any al Hunter College de Nova York, a finals dels anys cinquanta i seixanta va viatjar extensament pels Estats Units, Mèxic i el Canadà. En tornar a Nova York va exposar a la galeria de Seth Siegelaub.

### Primers dibuixos
Des dels anys seixanta, Lawrence Weiner ha estat una figura clau de l'art conceptual. Weiner va fer els primers dibuixos als anys seixanta com a reflexions sobre l'espai i el temps. Sobre paper cal·ligràfic (de vegades fins i tot que havia preparat ell mateix), va fer els Tic Drawings, quadrícules emplenades a l'atzar sobre la base d'un temps donat. La major part dels dibuixos formen sèries, com en el cas de "Stars don't Stand Still in the Sky" i "Polaris", que apareixen al llarg de diversos anys. S'hi refereix sovint a ciutats i mapes de navegació, i fins i tot arriba a incloure-hi plànols i cartes a manera de collages.

### Rebuig de l'obra
L'any 1964 va començar una sèrie de pintures que va titular Propeller en les quals adaptava el disseny dels tests televisius de l'època. A través d'aquesta imatge, immediatament recognoscible i reproduïble, Weiner eliminava no tan sols decisions de composició sinó també elements com ara la inspiració, la sorpresa, l'expressió i l'autodefinició, i així repudiava —i fins i tot parodiava— les tendències subjectives i romàntiques de la pintura expressionista.
Cadascuna de les obres d'aquesta sèrie tenia el mateix preu, tot confirmant que havien estat concebudes conceptualment i no com a objectes únics. Amb tot, Weiner no va aconseguir que les obres fossin acceptades com a idees en lloc de pintures.
Més tard, en un intent d'eliminar la importància de l'artista, va crear una sèrie titulada Removal Paintings, en què pintava amb esprai i tallava un tros de llenç, generalment un dels angles. En aquest procés mecànic, el destinatari final de l'obra escollia la mida, el color i el tros de l'espai pictòric que Weiner havia d'eliminar. Tot i que aquestes obres debiliten la seva pròpia autoritat, en convidar i incorporar l'autoritat de l'espectador, les obres seguien tenint qualitats físiques específiques.
L'any 1968 es va organitzar una exposició a l'aire lliure al Windham College de Vermont. Per aquella mostra Weiner va crear una quadrícula construïda per pals de fusta entrellaçats per cordes. Instal·lada entre dues residències d'estudiants, els alumnes van recuperar l'espai i van tallar-ne les cordes. Weiner es va adonar que tenia poca importància: la idea que hi havia darrere l'obra d'art era l'obra mateixa.

### Textos
La seva següent exposició va consistir en un llibre titulat Statements en el qual les obres només eren presentades com a textos. Des de llavors el seu treball s'ha caracteritzat per l'ús del llenguatge. En el llenguatge Weiner troba l'instrument idoni per representar relacions materials de forma objectiva. El llenguatge, per Weiner, es converteix en un vehicle que elimina referències a la subjectivitat de l'autor, al traç de la mà de l'artista, a la seva habilitat, al seu gust. L'any 1969 publica la seva declaració d'intencions, que regeix des d'aquell moment la seva activitat artística:
| «                 | 1. L'artista pot construir l'obra 2. L'obra pot ser fabricada 3. L'obra no té per què ser realitzada Essent cadascun d'aquests punts congruent amb la intenció de l'artista, la decisió sobre l'estat de l'obra reposa en el receptor en ocasió de la recepció. | » |
| — Lawrence Weiner | |   |

Les obres de Weiner afavoreixen les idees en lloc de la seva forma material i s'han manifestat en postals, llibres, pòsters, pel·lícules, discos, tapes de claveguera i fins i tot en paquets de sucre i murs d'institucions d'art. Les propietats del llenguatge s'ajusten a les aspiracions de Weiner en la seva obra: és accessible, democràtic, subjectiu i comú a tots els alfabetitzats.

## Exposicions
La seva obra s'ha exposat per tot el món i les seves exposicions individuals recents han estat a K21 Kunstsammlung NRW (Düsseldorf, Alemanya), Irish Museum of Modern Art (Dublín, Irlanda), Los Angeles Museum of Contemporary Art (Los Angeles, Estats Units), i Whitney Museum of American Art (Nova York). Divideix el seu temps entre la ciutat de Nova York i el seu vaixell a Amsterdam. El 2013 es va celebrar una exposició al MACBA de Barcelona. Escrit en el vent és una exposició pionera, en tant que mostrà per primera vegada l'obra en paper reunida en una exposició. El dibuix, a banda del seu valor com a material visual permet un accés directe a l'evolució creativa de qui ha fet que el llenguatge constitueixi matèria primera per l'art. L'exposició del MACBA renuncià a la cronologia o a una línia temàtica, i fa saltar a les parets del Museu els gestos que Weiner inscriu en els seus dibuixos. Així, s'inicia una conversa entre l'artista i l'espectador que mostra bona part de les dèries del mateix Weiner, així com els seus llocs recurrents i aquella part processual i més íntima que no sempre recull l'obra escultòrica. Si les seves escultures converteixen la visualitat en un acte lingüístic, en els seus quaderns de treball és la paraula la que fa el gest.

### Obres de Weiner a Barcelona
La ciutat de Barcelona compta en el seu espai públic amb l'escultura Mistral, a l'avinguda del mateix nom, encarregada i adquirida dins el programa d'escultures que Glòria Moure, comissària i editora, va executar per la ciutat l'any 1986. La Fundació MACBA, per la seva part, va adquirir una obra altament significativa, Some Objects of Desire (2004), instal·lada des de 2009 a l'atri del museu. El 27 de febrer de 2013, la instal·lació Forever & A Day, produïda per ArtAids Foundation, ha estat inaugurada al Mercat de Santa Caterina, una escultura-banc que havia de romandre exposada durant un any a la plaça Joan Capri, davant del mercat; però que finalment, AidsArt Foundation ha decidit donar a la ciutat permanentment. L'acte de donació es va celebrar el dimecres
 11 de març de 2014.